# 1re division d'infanterie bavaroise
La 1re division d'infanterie bavaroise est une unité de l'armée bavaroise rattachée à l'armée allemande qui combat lors de la guerre franco-allemande de 1870 et lors de la Première Guerre mondiale. Au déclenchement de ce conflit, la 1re division d'infanterie bavaroise forme avec la 2e division d'infanterie bavaroise le Ier corps d'armée bavarois rattaché à la VIe armée allemande. La division combat au début de la guerre en Lorraine, puis est transférée et combat dans la Somme. Elle occupe un secteur du front dans cette région jusqu'en mai 1916.
En mai 1916, la 1re division d'infanterie bavaroise est engagée dans la bataille de Verdun ; au cours de l'automne, la division est transférée et combat lors de la bataille de la Somme. En 1917, elle tient un secteur du front en Champagne, puis participe à la bataille du Chemin des Dames. En 1918, la division participe à l'offensive Michael, puis à la bataille de Champagne avant d'être engagée dans les opérations défensives de l'été et de l'automne. À la signature de l'armistice, la division est rapatriée en Allemagne où elle est dissoute au cours de l'année 1919.

## Première Guerre mondiale

### Composition
Les hommes formant la 1re division d'infanterie bavaroise sont originaires du Sud de la Bavière. Un certain nombre d'entre eux viennent des Alpes bavaroises et seront transférés à l'Alpenkorps.

#### Temps de paix, début 1914
- 1re brigade d'infanterie royale bavaroise (de) (Munich)

Régiment d'infanterie du Corps royal bavarois (de) (Munich)
1er régiment d'infanterie royal bavarois (de) (Munich)
- 2e brigade d'infanterie royale bavaroise (de) (Munich)

2e régiment d'infanterie royal bavarois (de) (Munich)
16e régiment d'infanterie « grand-duc Ferdinand de Toscane » bavarois (de) (Passau) et (Landshut)
- 1re brigade de cavalerie royale bavaroise (de) (Munich)

1er régiment de cavaliers lourds royal bavarois (de) (Munich)
2e régiment de cavaliers lourds royal bavarois (de) (Landshut)
- 1re brigade d'artillerie de campagne royale bavaroise (de) (Munich)

1er régiment d'artillerie de campagne « Prinzregent Luitpold » bavarois (de) (Munich)
7e régiment d'artillerie de campagne « Prinzregent Luitpold » bavarois (de) (Munich)
- 1er bataillon de chasseurs à pied (de) (Freising)

#### Composition à la mobilisation
- 1re brigade d'infanterie bavaroise

régiment de gardes du corps bavarois
1er régiment d'infanterie « du roi » bavarois
- 2e brigade d'infanterie bavaroise

2e régiment d'infanterie « du prince-héritier » bavarois
16e régiment d'infanterie « grand-duc Ferdinand de Toscane » bavarois
- 1re brigade d'artillerie de campagne bavaroise

1er régiment d'artillerie de campagne « Prinzregent Luitpold » bavarois
7e régiment d'artillerie de campagne « Prinzregent Luitpold » bavarois
- 1er bataillon de jägers « du roi » bavarois
- 8e régiment de chevau-légers royal bavarois (de)
- 1er et 3e compagnies du 1er bataillon de pionniers bavarois

#### 1915 - 1916
- 2e brigade d'infanterie bavaroise

1er régiment d'infanterie « du roi » bavarois
2e régiment d'infanterie « du prince-héritier » bavarois
24e régiment d'infanterie bavarois
- 1re brigade d'artillerie de campagne bavaroise

1er régiment d'artillerie de campagne « Prinzregent Luitpold » bavarois
7e régiment d'artillerie de campagne « Prinzregent Luitpold » bavarois
- 8e régiment de chevau-légers bavarois
- 1er et 3e compagnies du 1er bataillon de pionniers bavarois

#### 1917
- 2e brigade d'infanterie bavaroise

1er régiment d'infanterie « du roi » bavarois
2e régiment d'infanterie « du prince-héritier » bavarois
24e régiment d'infanterie bavarois
- 1er commandement d'artillerie divisionnaire bavarois

1er régiment d'artillerie de campagne « Prinzregent Luitpold » bavarois
- 2 escadrons du 8e régiment de chevau-légers bavarois
- 1er et 3e compagnies du 1er bataillon de pionniers bavarois

#### 1918
- 2e brigade d'infanterie bavaroise

1er régiment d'infanterie « du roi » bavarois
2e régiment d'infanterie « du prince-héritier » bavarois
24e régiment d'infanterie bavarois
- 1er commandement d'artillerie divisionnaire bavarois

1er régiment d'artillerie de campagne « Prinzregent Luitpold » bavarois
9e bataillon du régiment d'artillerie à pied bavarois
- 2 escadrons du 8e régiment de chevau-légers bavarois
- 1er et 3e compagnies du 1er bataillon de pionniers bavarois

### Historique
Au déclenchement de la Première Guerre mondiale, la 1re division d'infanterie bavaroise forme avec la 2e division d'infanterie bavaroise le Ier corps d'armée bavarois rattaché à la VIe armée allemande.

#### 1914 - 1915
- 2 - 9 août : arrivée et concentration dans la région de Sarrebourg.
- 10 - 16 août : progression vers le Sud, la division franchit la frontière française le 12 août et atteint Badonviller.
- 17 - 19 août : retrait vers Sarrebourg, pour attirer les troupes françaises vers le Nord dans des zones préparées défensivement.
- 20 - 22 août : engagée dans la bataille des Frontières, (bataille de Sarrebourg) ; les troupes françaises sont repoussées.
- 23 - 26 août : poursuite des troupes françaises, à partir du 24 août engagée dans la bataille de la trouée de Charmes, combats autour de Nossoncourt et de Xaffévillers.
- 27 août - 14 septembre : engagée dans la bataille de la Haute Meurthe, puis à partir du 12 septembre retraite et regroupement vers Peltre.
- 15 - 24 septembre : transport par V.F. de Metz vers Namur ; mouvement vers Péronne, atteint le 24 septembre.
- 25 - 29 septembre : engagée dans la bataille d'Albert.
- 30 septembre 1914 - 6 octobre 1915 : occupation d'un secteur dans la région de la Somme, dans le secteur de Maricourt et de Dompierre-Becquincourt.

24 octobre : combat autour de Combles.
17 décembre : combat autour de Maricourt.
- 7 octobre 1915 - 9 mai 1916 : occupation d'un secteur du front dans la région de Souchez et de Neuville-Saint-Vaast

Au cours de cette période, la division est réorganisée, le régiment de gardes du corps bavarois rejoint l'Alpenkorps, le 16e régiment d'infanterie bavarois rejoint la 10e division d'infanterie bavaroise (de) unités nouvellement créées. La 1re division d'infanterie bavaroise est renforcée par l'arrivée du 24e régiment d'infanterie bavarois.

#### 1916
- 9 - 23 mai : retrait du front, transport par V.F. vers le front de Verdun.
- 23 mai - 8 juin : engagée dans la bataille de Verdun dans le secteur de Douaumont, actions violentes les 23 mai, 1er et 8 juin avec de lourdes pertes.
- 8 - 22 juin : retrait du front, repos et réorganisation autour de Romagne-sous-les-Côtes.
- 23 juin - 15 juillet : engagée à nouveau dans la bataille de Verdun.
- 16 juillet - 11 octobre : retrait du front, puis mouvement vers l'Est ; occupation d'un secteur dans la région de Saint-Mihiel et d'Apremont-la-Forêt. La division est complétée avec l'arrivée de recrues de la classe 1916[2].
- 12 octobre - 5 novembre : transport dans la région de Caudry, près de Cambrai. Engagée dans la bataille de la Somme, dans le secteur de Sailly-Saillisel et de Morval, les pertes sont très élevées.
- 6 novembre 1916 - 5 mai 1917 : retrait du front, transport par V.F. en Lorraine. Occupation d'un secteur du front dans la région de Saint-Mihiel et d'Apremont-la-Forêt.

#### 1917
- 6 mai - 21 juin : retrait du front, transport par V.F. dans la région de Laon. Jusqu'au 12 mai, la division est placée en réserve. À partir du 12 mai, engagée dans la bataille du Chemin des Dames dans le secteur d'Hurtebise. Impliquées dans plusieurs attaques entre le 20 mai et le 17 juin.
- 21 juin - 25 juillet : retrait du front, repos et reconstitution dans la région de Mézières.
- 26 juillet 1917 - 25 janvier 1918 : occupation d'un secteur du front en Champagne, dans la région de Sainte-Marie-à-Py.

#### 1918
- 26 janvier - 17 février : retrait du front, repos et instruction.
- 17 février - 1er mars : relève de la 80e division de réserve (en), occupation d'un secteur du front vers Vauquois, en Argonne. À partir du 1er mars, la 80e division de réserve occupe à nouveau la position[3].
- 2 - 20 mars : retrait du front et mouvement par V.F. puis par marche de nuit dans la région de la Somme, mise à la disposition de la XVIIIe armée allemande.
- 21 - 30 mars : engagée dans l'offensive Michael, le 21 en seconde ligne dans le Sud de Saint-Quentin ; puis à partir du 23 mars la division combat au nord de Chauny et subit de fortes pertes.
- 31 mars - 6 avril : relevée par la 7e division de réserve ; retrait du front, repos.
- 6 - 12 avril : relève de la 3e division d'infanterie bavaroise à l'Ouest de Lassigny ; la division est ensuite relevée par la 3e division bavaroise[3].
- 13 - 30 avril : retrait du front, repos et reconstitution.
- 1er mai - 30 juin : relève de la 52e division de réserve[3], occupation d'un secteur calme en Champagne au Nord de Souain. La division est ensuite relevée par la 30e division d'infanterie[3].
- 1er - 14 juillet : retrait du front, repos.
- 15 - 31 juillet : engagée dans la bataille de Champagne, renforcement du front dans la région de Souain.
- 1er - 11 août : retrait du front, mouvement vers Laon.
- 11 - 19 août : occupation d'un secteur du front au Nord-Est de Soissons. La division est relevée par la division de jäger (de)[3].
- 20 - 22 août : mouvement de rocade, la division est en ligne à Cuts au Sud-Est de Noyon, à partir du 22 août la division est contrainte au repli devant la pression des troupes alliées.
- 23 août - 12 septembre : le repli se poursuit, le 31 août la division combat à Folembray et se maintient dans le secteur jusqu'au 12 septembre.
- 13 - 27 septembre : retrait du front, mouvement vers l'Est.
- 27 septembre - 11 novembre : occupation d'un secteur dans la région de Vouziers. Après la signature de l'armistice, la division est transférée en Allemagne où elle est dissoute au cours de l'année 1919.

## Chefs de corps
| Grade           | Nom                             | Date                               |
| --------------- | ------------------------------- | ---------------------------------- |
| Generalleutnant | Baptist von Stephan (de)        | 8 janvier 1869 - 17 juillet 1870   |
| Generalleutnant | Karl von Dietl (de)             | 18 juillet 1870 - 11 avril 1873    |
| Generalleutnant | Karl von Orff                   | 12 avril 1873 - 4 juillet 1875     |
| Generalleutnant | Anton von Täuffenbach (de)      | 7 août 1875 - 23 juillet 1878      |
| Generalleutnant | Hugo von Diehl (de)             | 24 juillet 1878 - 15 juin 1881     |
| Generalleutnant | Léopold de Bavière              | 16 juin 1881 - 2 mars 1887         |
| Generalleutnant | Arnould de Bavière              | 3 mars 1887 - 7 juillet 1892       |
| Generalleutnant | Hugo von Helvig                 | 8 juillet - 20 septembre 1892      |
| Generalleutnant | Franz Berg (de)                 | 21 septembre 1892 - 15 juin 1894   |
| Generalleutnant | Heinrich von Xylander (de)      | 16 juin 1894 - 21 mars 1900        |
| Generalleutnant | Albert von Könitz (de)          | 22 mars 1900 - 26 janvier 1904     |
| Generalleutnant | Rupprecht de Bavière            | 27 janvier 1904 - 18 avril 1906    |
| Generalleutnant | Otto Kreß von Kressenstein (de) | 19 avril 1906 - 21 mai 1910        |
| Generalleutnant | Eugen von Benzino (de)          | 22 mai 1910 - 17 décembre 1913     |
| Generalleutnant | Albert von Schoch (de)          | 18 décembre 1913 - 12 janvier 1917 |
| Generalmajor    | Rudolf Dänner (de)              | 12 janvier 1917 - 18 décembre 1919 |